# Svetlana Panteleyeva
Svetlana Panteleyeva –en ruso, Светлана Пантелеева– (21 de junio de 1980) es una deportista rusa que compitió en judo. Ganó una medalla de plata en el Campeonato Europeo de Judo de 1999 en la categoría de –78 kg.

## Palmarés internacional
| Campeonato Europeo | Campeonato Europeo      | Campeonato Europeo | Campeonato Europeo |
| Año                | Lugar                   | Medalla            | Categoría          |
| ------------------ | ----------------------- | ------------------ | ------------------ |
| 1999               | Bratislava (Eslovaquia) | Medalla de plata   | –78 kg             |